# Siebera
Siebera es un género  de plantas con flores perteneciente a la familia de las asteráceas. Comprende 24 especies descritas y 2 aceptadas.

## Taxonomía
El género fue descrito por Jacques Etienne Gay y publicado en Mémoires de la Société d'Histoire Naturelle de Paris 3: 344. 1827.

## Especies
- Siebera nana (DC.) Bornm.
- Siebera pungens (Lam.) DC.